# Ubisoft România
Ubisoft România este filiala românească a Ubisoft, unul dintre cei mai mari și influenți dezvoltatori și distribuitori de jocuri video din lume. Fondată în anul 1992, Ubisoft România a devenit un pilon central în industria de gaming din Europa de Est, contribuind semnificativ la dezvoltarea unor titluri celebre și la expansiunea globală a companiei-mamă.

## Istorie

### Începuturi (1992-2000)
Ubisoft România a fost fondată în București în 1992, inițial ca un studio mic, format din câțiva programatori și artiști talentați. Primele proiecte au fost modeste, concentrându-se pe jocuri educaționale și titluri de dimensiuni mici pentru platforme PC. În această perioadă, echipa a câștigat experiență valoroasă și a început să-și formeze reputația pentru calitate și inovație.

### Extinderea și creșterea (2000-2010)
Începând cu anul 2000, Ubisoft România a cunoscut o expansiune rapidă. Studio-ul a început să lucreze la titluri mai mari și mai complexe, inclusiv colaborări cu alte studiouri Ubisoft din întreaga lume. Acest deceniu a marcat lansarea unor jocuri populare precum "Silent Hunter", o serie de simulatoare de submarine foarte apreciată de critici și jucători. În plus, Ubisoft România a jucat un rol crucial în dezvoltarea unor francize de succes precum "Assassin’s Creed" și "Tom Clancy’s HAWX".

### Consolidarea poziției (2010-prezent)
În ultimul deceniu, Ubisoft România și-a consolidat poziția ca un centru de excelență în cadrul rețelei globale a Ubisoft. Studioul a continuat să contribuie la dezvoltarea unor titluri majore, cum ar fi "Assassin’s Creed", "Watch Dogs" și "The Division". De asemenea, echipa din România a fost implicată în dezvoltarea și optimizarea tehnologiilor de jocuri, inclusiv motoare grafice și instrumente de dezvoltare.

## Jocuri Notabile Dezvoltate

### Silent Hunter Series
"Silent Hunter" este o serie de simulatoare de submarine care a câștigat popularitate datorită realismului și detaliilor sale istorice. Ubisoft România a dezvoltat mai multe ediții ale acestui joc, inclusiv "Silent Hunter III" și "Silent Hunter IV", care au fost foarte apreciate pentru grafică, gameplay și acuratețea istorică.

### Assassin’s Creed Series
Ubisoft România a jucat un rol esențial în dezvoltarea seriei "Assassin’s Creed", una dintre cele mai de succes francize din istoria jocurilor video. Studioul a contribuit la diferite aspecte ale jocurilor, de la programare și design până la testare și optimizare. Printre titlurile la care au lucrat se numără "Assassin’s Creed Brotherhood", "Assassin’s Creed Revelations" și "Assassin’s Creed III".

### Tom Clancy’s HAWX
"Tom Clancy’s HAWX" este un simulator de zbor militar care a beneficiat de expertiza tehnică a echipei din România. Jocul a fost lăudat pentru grafica sa avansată și gameplay-ul captivant, aducând o nouă dimensiune genului de simulare de zbor.

## Inovație și Tehnologie
Ubisoft România este recunoscut pentru inovația sa în domeniul tehnologiei jocurilor video. Studioul a fost implicat în dezvoltarea unor motoare grafice avansate și a instrumentelor de dezvoltare care au fost utilizate la nivel global de către Ubisoft. De asemenea, echipa a lucrat la integrarea noilor tehnologii, cum ar fi realitatea virtuală și augmentată, în experiențele de joc.

## Contribuții Sociale și Comunitare
Pe lângă realizările sale din industria jocurilor video, Ubisoft România este implicat activ în comunitatea locală. Studioul a susținut numeroase inițiative educaționale, oferind programe de internship și colaborând cu universități pentru a dezvolta cursuri de specialitate în domeniul dezvoltării de jocuri. De asemenea, Ubisoft România a organizat și sponsorizat evenimente de gaming și competiții eSports, contribuind la creșterea comunității de jucători din România.

## Moștenire
Ubisoft România a evoluat de la un mic studio de dezvoltare la un jucător major în industria globală de jocuri video. Cu o istorie bogată de inovație și contribuții semnificative la francize celebre, studioul continuă să fie un pilon al excelenței și creativității în cadrul rețelei Ubisoft. Prin eforturile sale continue de a îmbunătăți tehnologiile de joc și de a susține comunitatea locală, Ubisoft România își păstrează locul de lider în industria jocurilor video din Europa de Est și nu numai.